# Onchnesoma magnibathum
Onchnesoma magnibathum är en stjärnmaskart som beskrevs av E. Cutler 1969. Onchnesoma magnibathum ingår i släktet Onchnesoma och familjen Phascoliidae. Inga underarter finns listade i Catalogue of Life.